# Carmen (film 1916)
Carmen (Charlie Chaplin's Burlesque on Carmen), conosciuto anche come La parodia di Carmen è un cortometraggio del 1916 interpretato e diretto da Charlie Chaplin.

## Trama

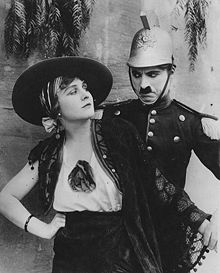
Edna Purviance e Charlie Chaplin.

Darn Hosiery (Charles Chaplin) è un ufficiale onesto ma donnaiolo incaricato di sorvegliare uno degli ingressi alla città di Siviglia. Una banda di fuorilegge, però, intende far entrare un cospicuo carico di merce di contrabbando proprio da lì. I malviventi, quindi, provano a corrompere l'ufficiale ma costui prende i soldi e si rifiuta di far entrare la merce di contrabbando, neppure comprendendo il vero motivo per cui quei soldi gli sono stati offerti. A questo punto, allora, entra in azione la bellissima e sfacciata Carmen (Edna Purviance) che, con i suoi modi provocanti, subito attira le attenzioni di Darn e, una volta che questi accetta l'invito della donna alla locanda di Lillas Pastia (Jack Henderson), vero covo dei contrabbandieri, finisce di sedurlo del tutto, così i complici della donna fanno entrare in città la loro merce. Successivamente, si accende una rissa nella fabbrica di tabacco dove lavora Carmen tra costei ed un'altra donna il cui fidanzato, la zingara, per puro divertimento, aveva fatto innamorare di sé. Le grida fanno accorrere i soldati e proprio a Darn dal suo superiore di grado (Leo White) viene affidato il compito di arrestare Carmen. 
Darn, pur di liberarla, ingaggia un lungo duello alla sciabola con il suo superiore ed alla fine ha la meglio. Carmen può scappare e lo fa abbandonando e deridendo Darn. Ma anche questi deve scappare, inseguito dai soldati della guarnigione. Quando ritrova Carmen, costei si butta fra le braccia del famoso torero Escamillo (John Rand) che, come gli altri, non ha resistito al fascino della gitana.  
Qualche tempo dopo, Darn ridottosi ad uno straccione, vede il famoso torero in compagnia di Carmen, mentre sul calesse si recano alla corrida. Il torero entra nell'arena ma Darn riesce a parlare con Carmen da solo e quando lei gli dice che non lo ama più, lui la pugnala a morte e poi, disperato, si uccide. Ma non è vero, Chaplin mostra che il coltello era finto ed entrambi sorridono alla macchina da presa.

## Produzione
Ultimo film girato da Chaplin per la Essanay e ufficialmente mai riconosciuto, poiché distribuito dopo la sua partenza, sul finire del 1915, dalla casa di produzione e invece delle due bobine previste da Chaplin, ne fu approntata una versione a quattro rulli recuperando scene originariamente scartate da Chaplin e con l'introduzione di un nuovo personaggio interpretato da Ben Turpin e l'aggiunta di nuove scene affidando il tutto alla direzione di Leo White. Pare che all'uscita del film, Chaplin stette male per due giorni. Di certo c'è la causa intentata da Chaplin alla Essanay per impedirne la distribuzione, ma con esito negativo.

## Distribuzione
Fu proiettato la prima volta il 22 aprile 1916